# Frank Wahl (Handballspieler)

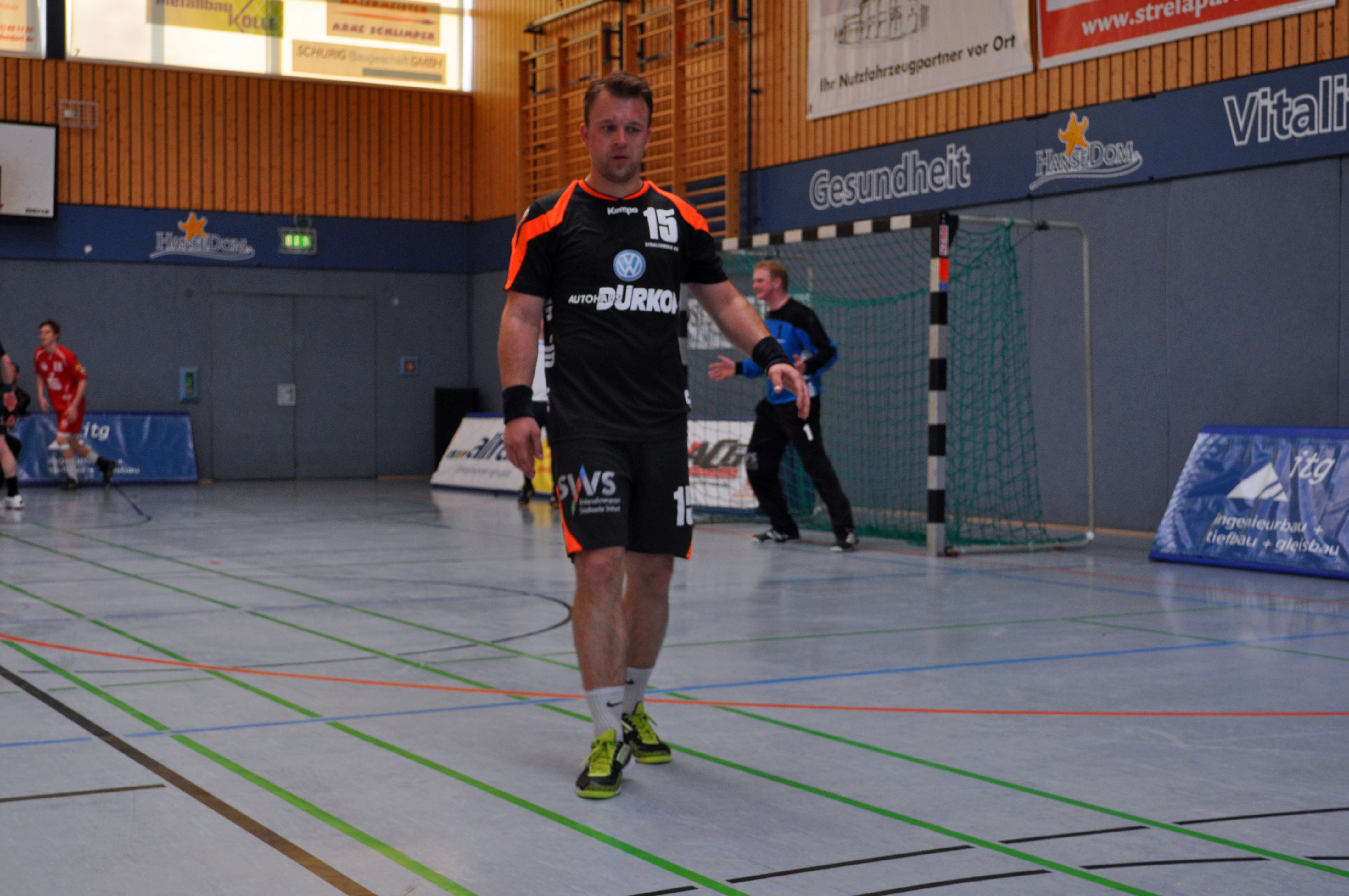
Frank Wahl (2014)

Frank Wahl (* 18. August 1981 in Schwerin) ist ein ehemaliger deutscher Handballspieler.
Der 1,81 m große linke Außenspieler wechselte 1999 aus der Jugendabteilung des SV Post Schwerin zur SG Flensburg-Handewitt. Nach Einsätzen in der Flensburger A-Jugend und der zweiten Mannschaft der SG, mit der er in den Jahren 2001 und 2005 jeweils in die 2. Bundesliga aufstieg und insgesamt in 96 Einsätzen 405 (davon 143 Siebenmeter) Tore warf, spielte er am 21. Mai 2003 gegen den TBV Lemgo auch in der ersten Mannschaft der SG Flensburg-Handewitt in der 1. Bundesliga; vier weitere Erstliga-Einsätze konnte er in der Saison 2003/2004 absolvieren, in der die SG die Meisterschaft gewann.
In der Saison 2004/2005 wechselte er zum Stralsunder HV. Seit 2007 spielte Wahl beim HSV Peenetal Loitz. Zur Saison 2012/2013 in der 3. Liga wechselte Frank Wahl zum Stralsunder HV; nach der Saison 2013/2014 beim Stralsunder HV beendete er seine Karriere. Er ist Präsident des Stralsunder HV.
Mit 199 Toren in der Regionalliga-Spielzeit 2007/2008, 194 in der Saison 2008/2009 und 197 Toren in der Saison 2009/2010 war Frank Wahl jeweils drittbester Torwerfer der Staffel Nordost.